# Vieille-Toulouse
Pour les articles homonymes, voir Vieille et Toulouse (homonymie).
Vieille-Toulouse est une commune française située dans le nord du département de la Haute-Garonne en région Occitanie. Vieille-Toulouse fait partie de la communauté d'agglomération du Sicoval.
Sur le plan historique et culturel, la commune est dans le Lauragais, l'ancien « Pays de Cocagne », lié à la fois à la culture du pastel et à l’abondance des productions, et de « grenier à blé du Languedoc ». Exposée à un climat océanique altéré, elle est drainée par la Garonne et par divers autres petits cours d'eau. La commune possède un patrimoine naturel remarquable : deux sites Natura 2000 (la « vallée de la Garonne de Muret à Moissac » et « Garonne, Ariège, Hers, Salat, Pique et Neste »), deux espaces protégés (« la Garonne, l'Ariège, l'Hers Vif et le Salat » et la réserve naturelle régionale Confluence Garonne-Ariège) et quatre zones naturelles d'intérêt écologique, faunistique et floristique.
Vieille-Toulouse est une commune urbaine qui compte 1 224 habitants en 2022, après avoir connu une forte hausse de la population depuis 1962. Elle est dans l'agglomération toulousaine et fait partie de l'aire d'attraction de Toulouse. Ses habitants sont appelés les Tolosiens ou Tolosiennes.

## Géographie

### Localisation
La commune de Vieille-Toulouse se trouve dans le département de la Haute-Garonne, en région Occitanie.
Sur le plan historique et culturel, Vieille-Toulouse fait partie du pays toulousain, une ceinture de plaines fertiles entrecoupées de bosquets d'arbres, aux molles collines semées de fermes en briques roses, inéluctablement grignotée par l'urbanisme des banlieues.
Elle se situe à 9 km à vol d'oiseau de Toulouse, préfecture du département, et à 4 km de Castanet-Tolosan, bureau centralisateur du canton de Castanet-Tolosan dont dépend la commune depuis 2015 pour les élections départementales.
La commune fait en outre partie du bassin de vie de Toulouse.
Les communes les plus proches sont : 
Pechbusque (1,1 km), Vigoulet-Auzil (2,2 km), Auzeville-Tolosane (2,9 km), Mervilla (2,9 km), Portet-sur-Garonne (3,3 km), Ramonville-Saint-Agne (3,3 km), Lacroix-Falgarde (4,1 km), Castanet-Tolosan (4,3 km).
Vieille-Toulouse est limitrophe de quatre autres communes.
|                    | Toulouse         |            |
| Portet-sur-Garonne | Vieille-Toulouse | Pechbusque |
|                    | Vigoulet-Auzil   |            |

### Hydrographie

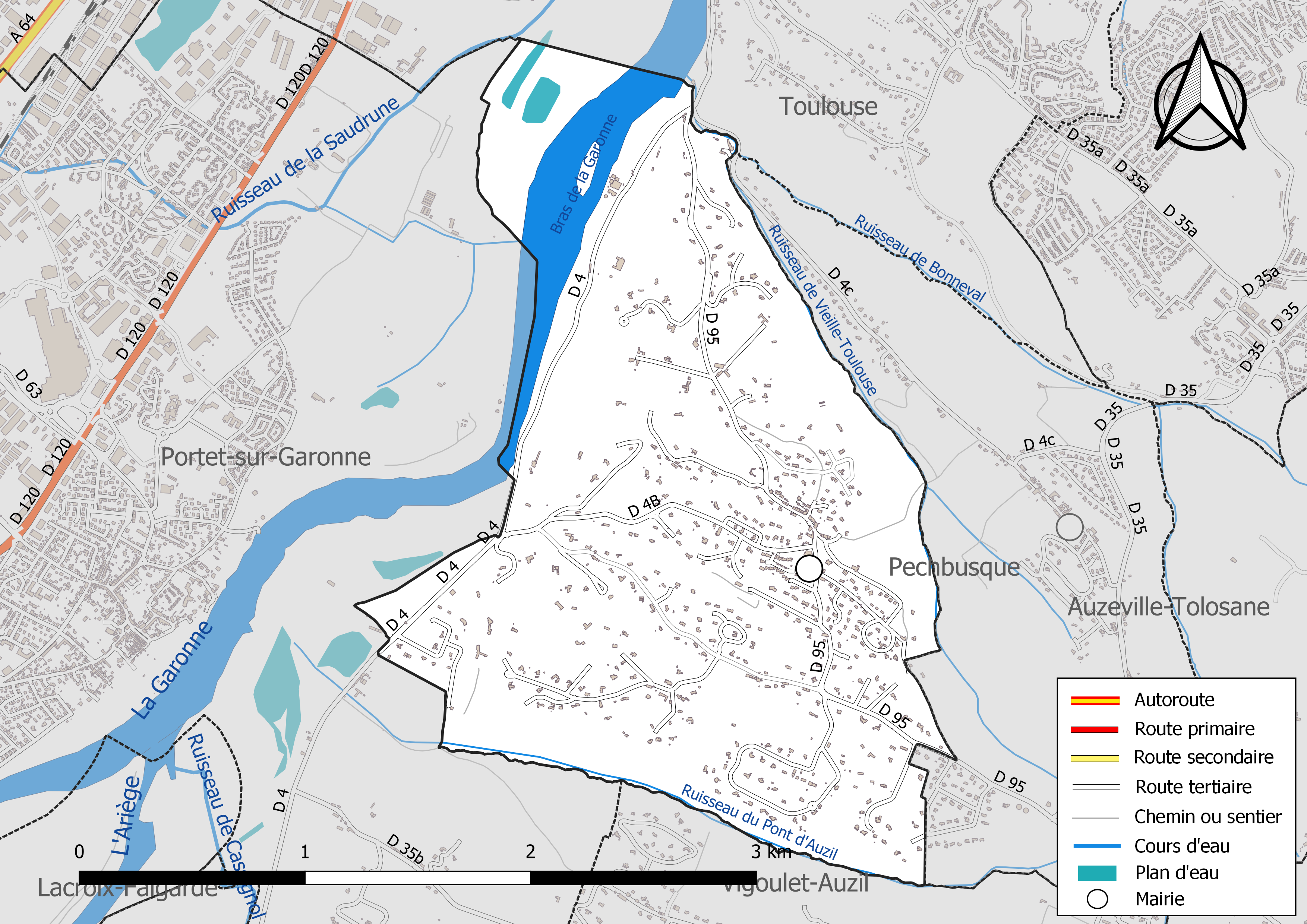
Réseaux hydrographique et routier de Vieille-Toulouse.

La commune est dans le bassin de la Garonne, au sein du bassin hydrographique Adour-Garonne. Elle est drainée par la Garonne, un bras de la Garonne, le ruisseau de Bonneval, le ruisseau de Vieille-Toulouse, le ruisseau du Pont d'Auzil et par deux petits cours d'eau, constituant un réseau hydrographique de 5 km de longueur totale,.
La Garonne est un fleuve principalement français prenant sa source en Espagne et qui coule sur 529 km avant de se jeter dans l’océan Atlantique. Elle longe la commune sur son flanc ouest et en constitue une limite séparative.

### Climat
Pour des articles plus généraux, voir Climat de l'Occitanie et Climat de la Haute-Garonne.
En 2010, le climat de la commune est de type climat du Bassin du Sud-Ouest, selon une étude s'appuyant sur une série de données couvrant la période 1971-2000. En 2020, Météo-France publie une typologie des climats de la France métropolitaine dans laquelle la commune est exposée à un climat océanique altéré et est dans la région climatique Aquitaine, Gascogne, caractérisée par une pluviométrie abondante au printemps, modérée en automne, un faible ensoleillement au printemps, un été chaud (19,5 °C), des vents faibles, des brouillards fréquents en automne et en hiver et des orages fréquents en été (15 à 20 jours).
Pour la période 1971-2000, la température annuelle moyenne est de 12,9 °C, avec une amplitude thermique annuelle de 15,5 °C. Le cumul annuel moyen de précipitations est de 759 mm, avec 9,3 jours de précipitations en janvier et 5,6 jours en juillet. Pour la période 1991-2020, la température moyenne annuelle observée sur la station météorologique la plus proche, située sur la commune de Cugnaux à 8 km à vol d'oiseau, est de 14,3 °C et le cumul annuel moyen de précipitations est de 635,7 mm,. Pour l'avenir, les paramètres climatiques de la commune estimés pour 2050 selon différents scénarios d'émission de gaz à effet de serre sont consultables sur un site dédié publié par Météo-France en novembre 2022.

### Milieux naturels et biodiversité

#### Espaces protégés
La protection réglementaire est le mode d’intervention le plus fort pour préserver des espaces naturels remarquables et leur biodiversité associée,.
Deux espaces protégés sont présents sur la commune : 
- « la Garonne, l'Ariège, l'Hers Vif et le Salat », objet d'un arrêté de protection de biotope, d'une superficie de 1 658,7 ha[17] ;
- la réserve naturelle régionale Confluence Garonne-Ariège, classée en 2015, d'une superficie de 587 ha, qui constitue un lieu patrimonial d’exception en termes écologique et biologique, d’intérêt régional, voire national dans un contexte périurbain prononcé. Parmi les espèces floristiques remarquables, on trouve entre autres, l’utriculaire élevée et le jonc fleuri (espèces affiliées aux zones humides), le silène de France et le grand muflier (inféodées aux milieux prairiaux secs et pauvres), le peigne de Vénus et la nigelle de France (pour les espaces agricoles limitrophes)[18],[19].

#### Réseau Natura 2000

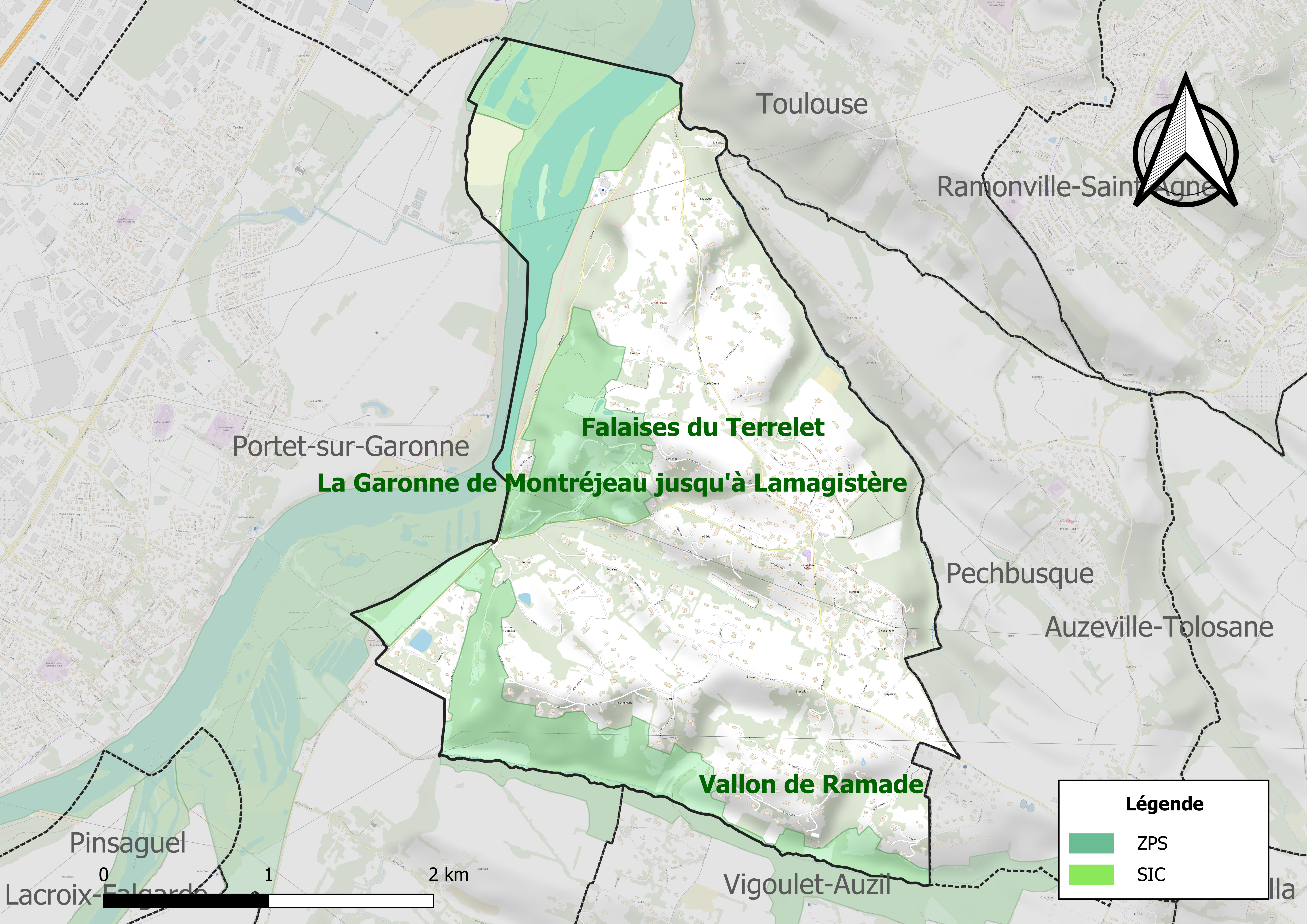
Site Natura 2000 sur le territoire communal.

Le réseau Natura 2000 est un réseau écologique européen de sites naturels d'intérêt écologique élaboré à partir des directives habitats et oiseaux, constitué de zones spéciales de conservation (ZSC) et de zones de protection spéciale (ZPS).
Un site Natura 2000 a été défini sur la commune au titre de la directive habitats :
- « Garonne, Ariège, Hers, Salat, Pique et Neste », d'une superficie de 9 581 ha, un réseau hydrographique pour les poissons migrateurs, avec des zones de frayères actives et potentielles importantes pour le Saumon en particulier qui fait l'objet d'alevinages réguliers et dont des adultes atteignent déjà Foix sur l'Ariège[22]

et un au titre de la directive oiseaux : 
- la « vallée de la Garonne de Muret à Moissac », d'une superficie de 4 493 ha, hébergeant une avifaune bien représentée en diversité, mais en effectifs limités (en particulier, baisse des populations de plusieurs espèces de hérons). Sept espèces de hérons y nichent, dont le héron pourpré, ainsi que le Milan noir (avec des effectifs importants), l'Aigle botté, le Petit gravelot, la Mouette mélanocéphale, la Sterne pierregarin et le Martin-pêcheur[23].

#### Zones naturelles d'intérêt écologique, faunistique et floristique

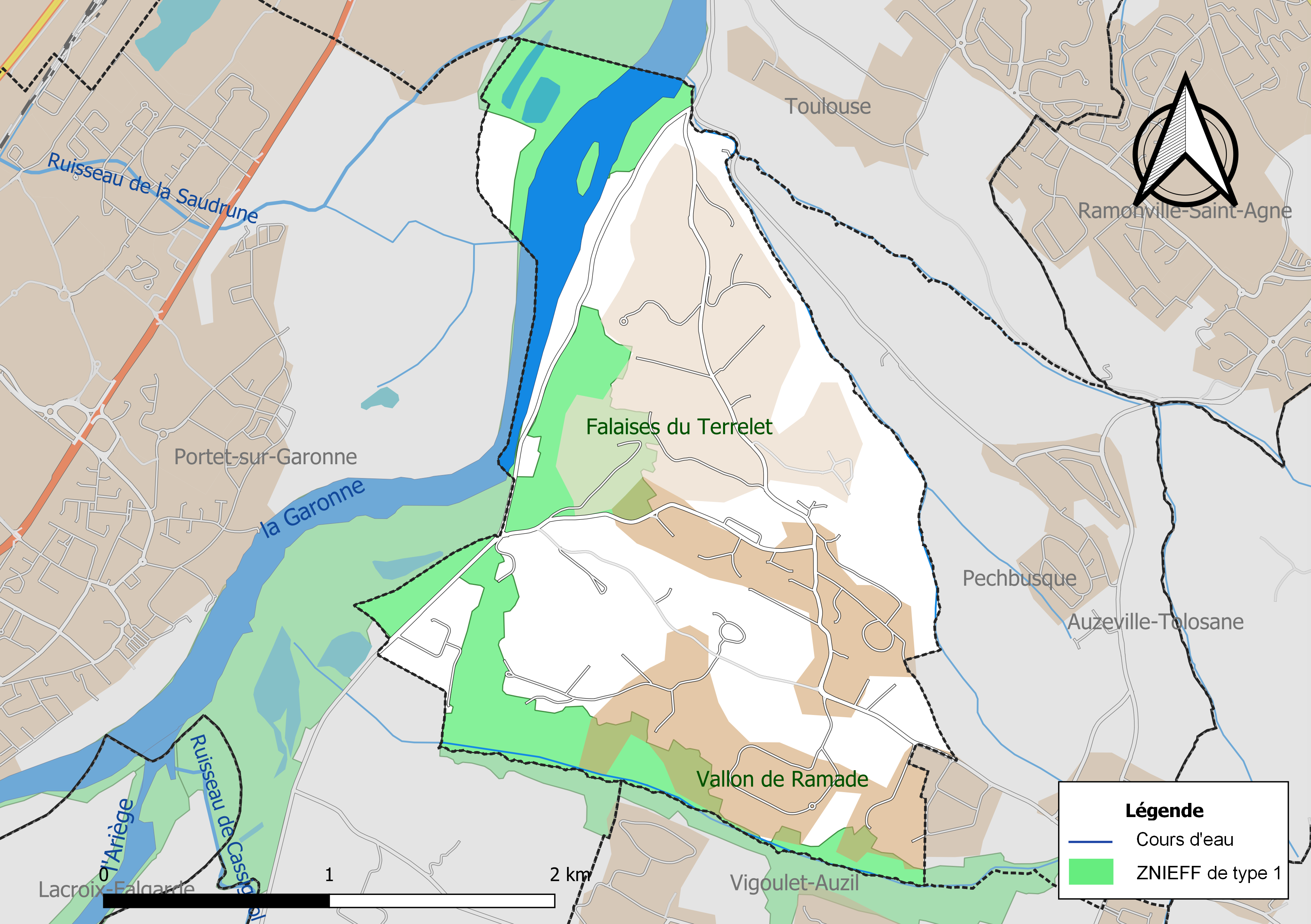
Carte des ZNIEFF de type 1 localisées sur la commune.

L’inventaire des zones naturelles d'intérêt écologique, faunistique et floristique (ZNIEFF) a pour objectif de réaliser une couverture des zones les plus intéressantes sur le plan écologique, essentiellement dans la perspective d’améliorer la connaissance du patrimoine naturel national et de fournir aux différents décideurs un outil d’aide à la prise en compte de l’environnement dans l’aménagement du territoire.
Trois ZNIEFF de type 1 sont recensées sur la commune :
- les « falaises du Terrelet » (38 ha)[25] ;
- « la Garonne de Montréjeau jusqu'à Lamagistère » (5 075 ha), couvrant 92 communes dont 63 dans la Haute-Garonne, trois en Lot-et-Garonne et 26 en Tarn-et-Garonne[26],
- le « vallon de Ramade » (95 ha), couvrant 4 communes du département[27] ;

et une ZNIEFF de type 2, : 
« la Garonne et milieux riverains, en aval de Montréjeau » (6 874 ha), couvrant 93 communes dont 64 dans la Haute-Garonne, trois en Lot-et-Garonne et 26 en Tarn-et-Garonne.

## Urbanisme

### Typologie
Au 1er janvier 2024, Vieille-Toulouse est catégorisée ceinture urbaine, selon la nouvelle grille communale de densité à sept niveaux définie par l'Insee en 2022.
Elle appartient à l'unité urbaine de Toulouse, une agglomération inter-départementale regroupant 81  communes, dont elle est une commune de la banlieue,,. Par ailleurs la commune fait partie de l'aire d'attraction de Toulouse, dont elle est une commune de la couronne,. Cette aire, qui regroupe 527 communes, est catégorisée dans les aires de 700 000 habitants ou plus (hors Paris),.

### Occupation des sols

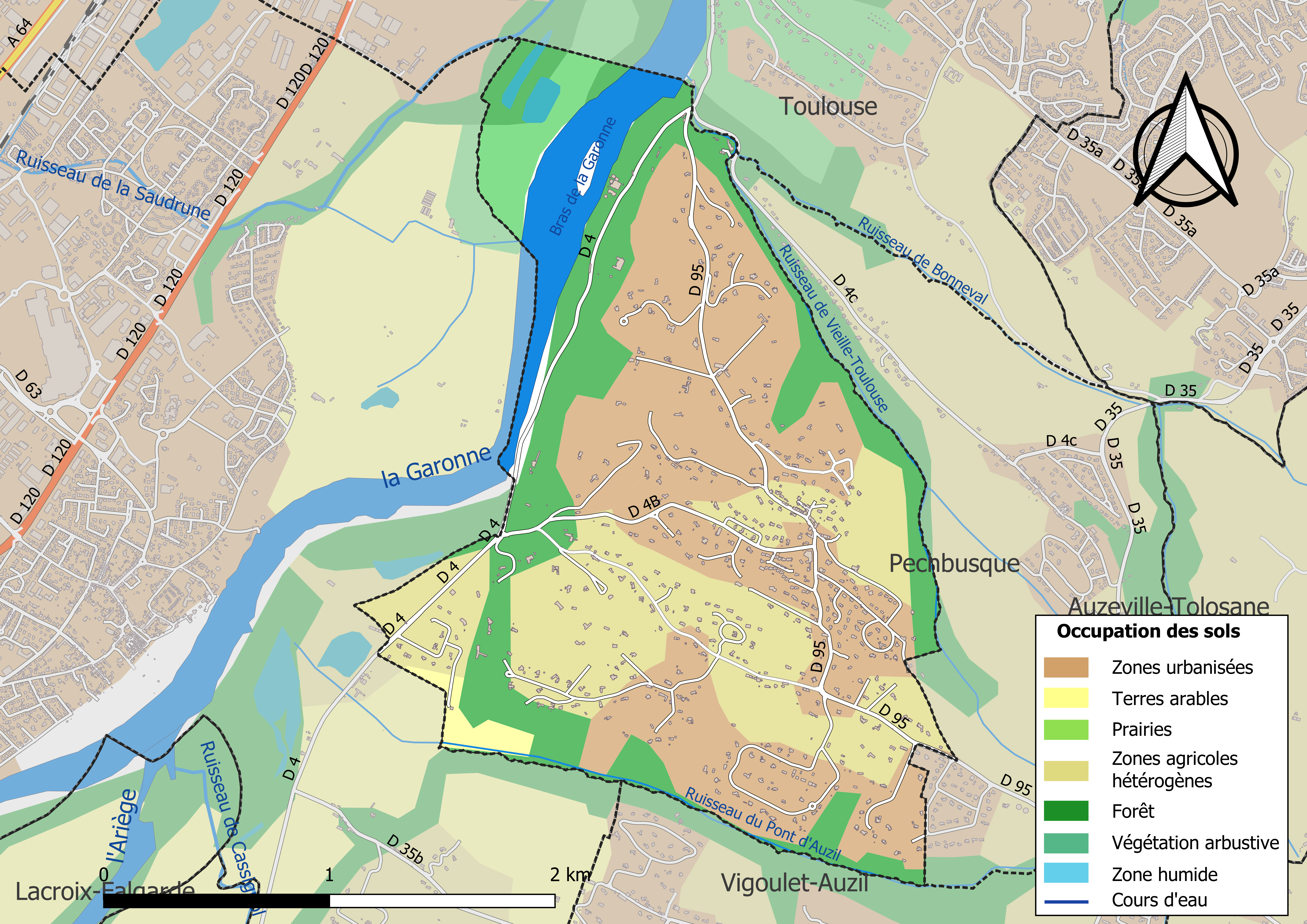
Carte des infrastructures et de l'occupation des sols de la commune en 2018 (CLC).

L'occupation des sols de la commune, telle qu'elle ressort de la base de données européenne d’occupation biophysique des sols Corine Land Cover (CLC), est marquée par l'importance des territoires artificialisés (56,2 % en 2018), en augmentation par rapport à 1990 (34,2 %). La répartition détaillée en 2018 est la suivante : 
zones urbanisées (34,5 %), forêts (24,5 %), espaces verts artificialisés, non agricoles (21,7 %), zones agricoles hétérogènes (8,8 %), eaux continentales (6,1 %), milieux à végétation arbustive et/ou herbacée (3,3 %), terres arables (1,1 %). L'évolution de l’occupation des sols de la commune et de ses infrastructures peut être observée sur les différentes représentations cartographiques du territoire : la carte de Cassini (XVIIIe siècle), la carte d'état-major (1820-1866) et les cartes ou photos aériennes de l'IGN pour la période actuelle (1950 à aujourd'hui).

### Voies de communication et transports
Le TAD 119 du réseau Tisséo relie la commune à la station Ramonville du métro de Toulouse.

### Risques majeurs
Le territoire de la commune de Vieille-Toulouse est vulnérable à différents aléas naturels : météorologiques (tempête, orage, neige, grand froid, canicule ou sécheresse), inondations, mouvements de terrains et séisme (sismicité très faible). Il est également exposé à deux risques technologiques,  et  le risque industriel et la rupture d'un barrage. Un site publié par le BRGM permet d'évaluer simplement et rapidement les risques d'un bien localisé soit par son adresse soit par le numéro de sa parcelle.

#### Risques naturels
La commune fait partie du territoire à risques importants d'inondation (TRI) de Toulouse, regroupant 15 communes concernées par un risque de débordement de la Garonne, un des 18 TRI qui ont été arrêtés fin 2012 sur le bassin Adour-Garonne. Les événements significatifs passés sont la crue généralisée sur le bassin de la Garonne des 23 et 24 juin 1875 (7 500 m3/s à Toulouse), qui a fait 208 morts et détruit 1 219 maisons, et la crue des 1er au 5 février 1952 (3 300 m3/s) à Toulouse, qui a fait 7 victimes. Des cartes des surfaces inondables ont été établies pour trois scénarios : fréquent (crue de temps de retour de 10 ans à 30 ans), moyen (temps de retour de 100 ans à 300 ans) et extrême (temps de retour de l'ordre de 1 000 ans, qui met en défaut tout système de protection). La commune a été reconnue en état de catastrophe naturelle au titre des dommages causés par les inondations et coulées de boue survenues en 1982, 1992, 1999, 2000 et 2009,.

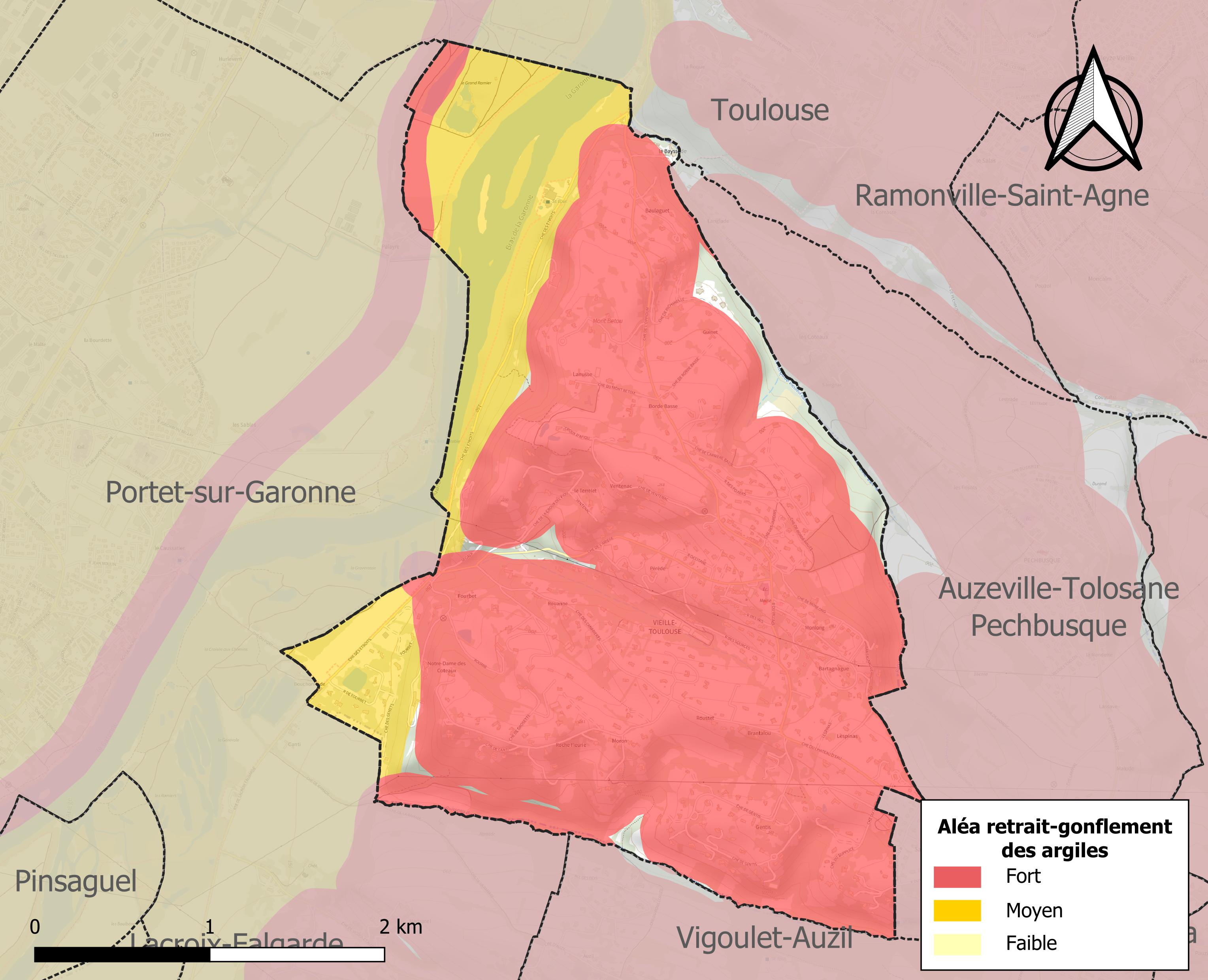
Carte des zones d'aléa retrait-gonflement des sols argileux de Vieille-Toulouse.

La commune est vulnérable au risque de mouvements de terrains constitué principalement du retrait-gonflement des sols argileux. Cet aléa est susceptible d'engendrer des dommages importants aux bâtiments en cas d’alternance de périodes de sécheresse et de pluie. 96,3 % de la superficie communale est en aléa moyen ou fort (88,8 % au niveau départemental et 48,5 % au niveau national). Sur les 482 bâtiments dénombrés sur la commune en 2019, 476 sont en aléa moyen ou fort, soit 99 %, à comparer aux 98 % au niveau départemental et 54 % au niveau national. Une cartographie de l'exposition du territoire national au retrait gonflement des sols argileux est disponible sur le site du BRGM,.
Par ailleurs, afin de mieux appréhender le risque d’affaissement de terrain, l'inventaire national des cavités souterraines permet de localiser celles situées sur la commune.
Concernant les mouvements de terrains, la commune a été reconnue en état de catastrophe naturelle au titre des dommages causés par la sécheresse en 1989, 1998, 2003, 2012, 2016 et 2017, par des mouvements de terrain en 1992 et 1999 et par des glissements de terrain en 1993 et 1994.

#### Risques technologiques
La commune est exposée au risque industriel du fait de la présence sur son territoire d'une entreprise soumise à la directive européenne SEVESO.
La commune est en outre située en aval du barrage de Cap de Long sur la Neste de Couplan (département des Hautes-Pyrénées). À ce titre elle est susceptible d’être touchée par l’onde de submersion consécutive à la rupture de cet ouvrage.

## Histoire

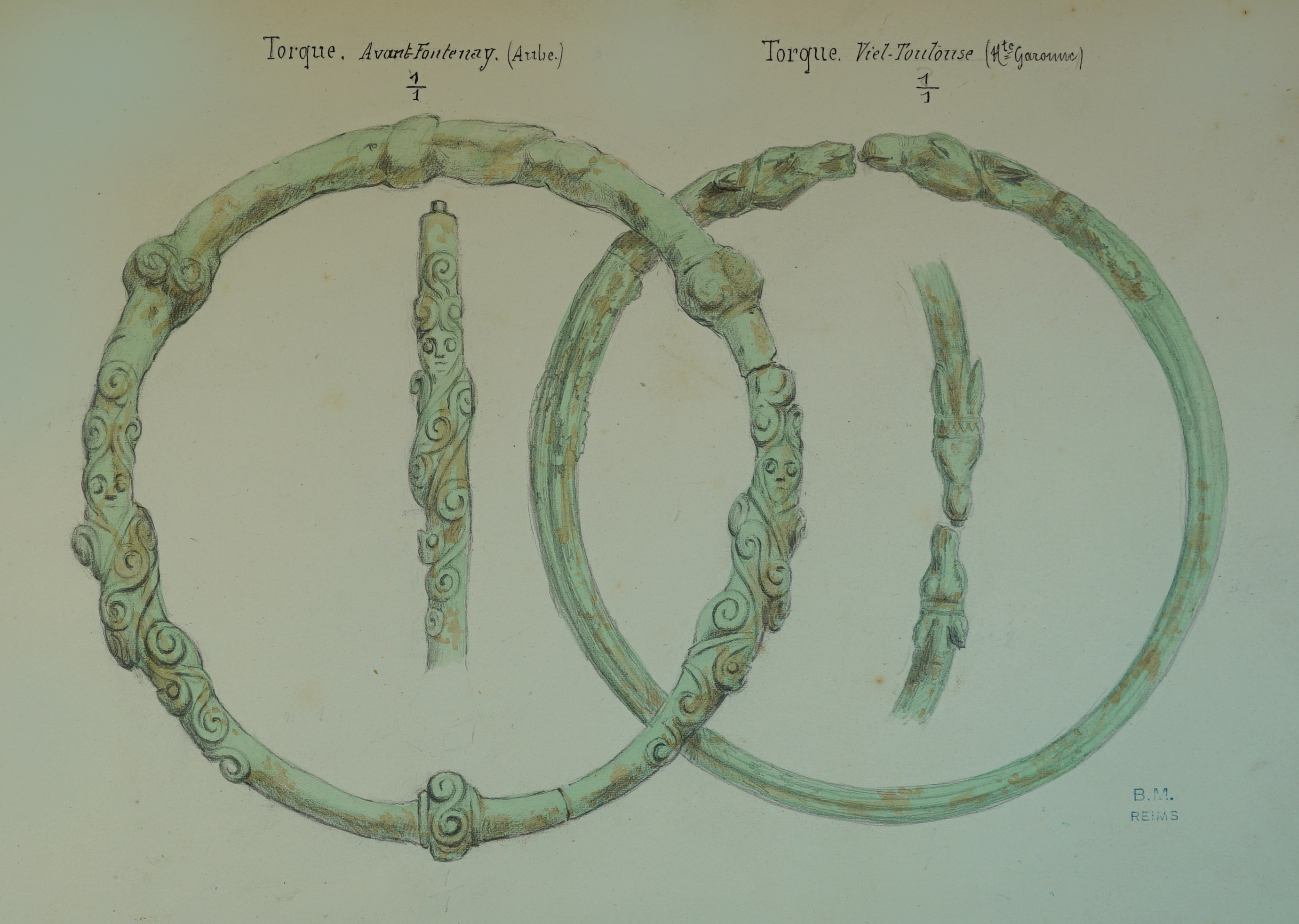
Torque,
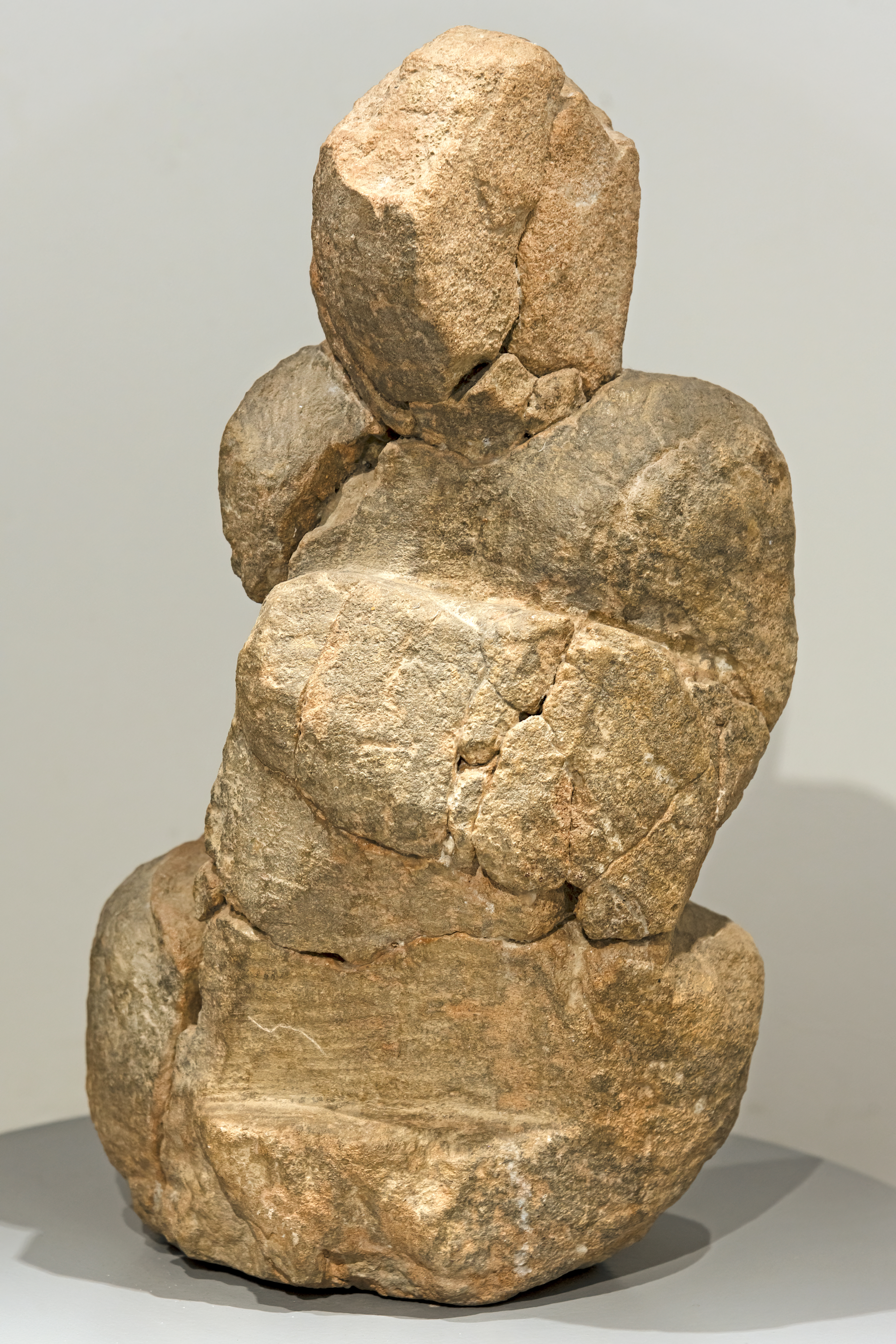
Statue du Ier siècle av. J.-C.
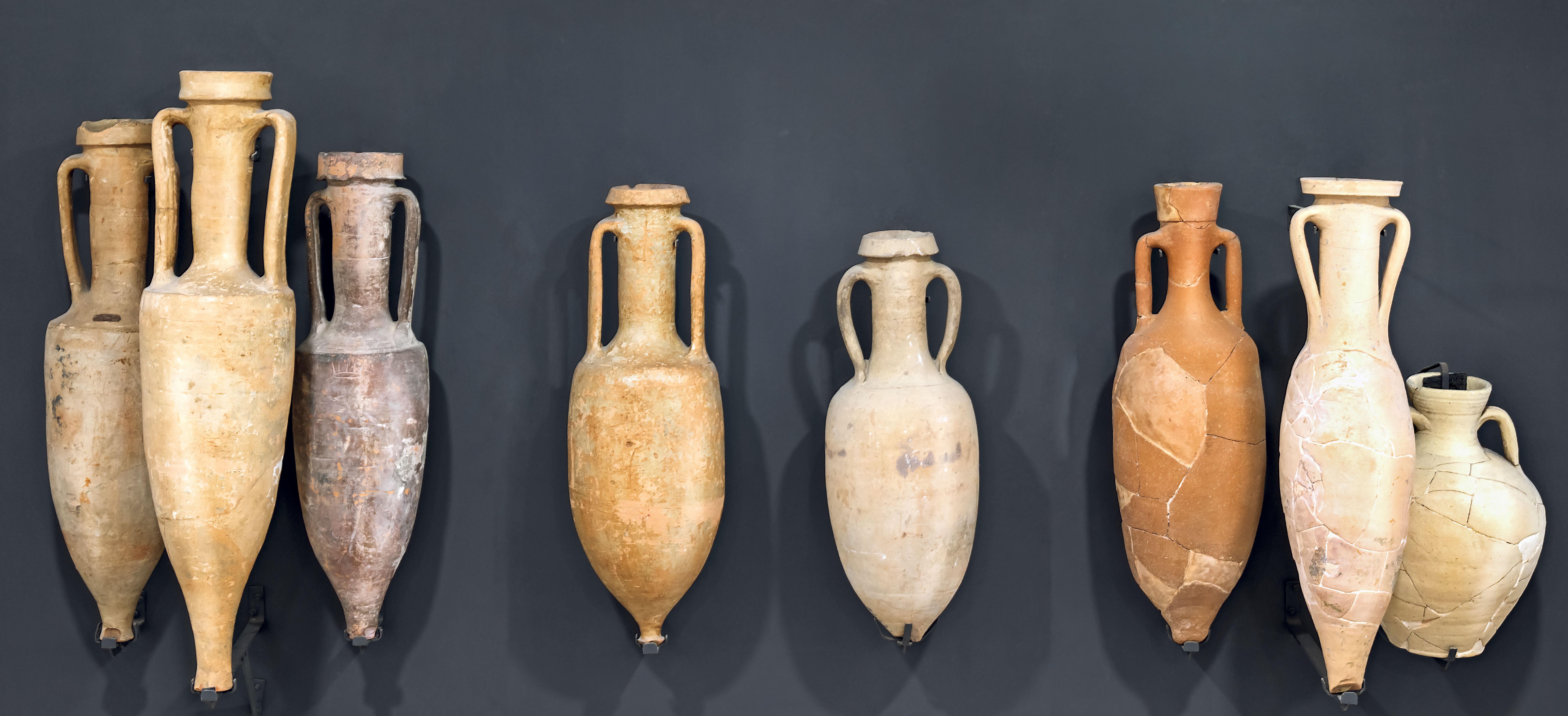
amphores. IIe siècle av. J.-C.
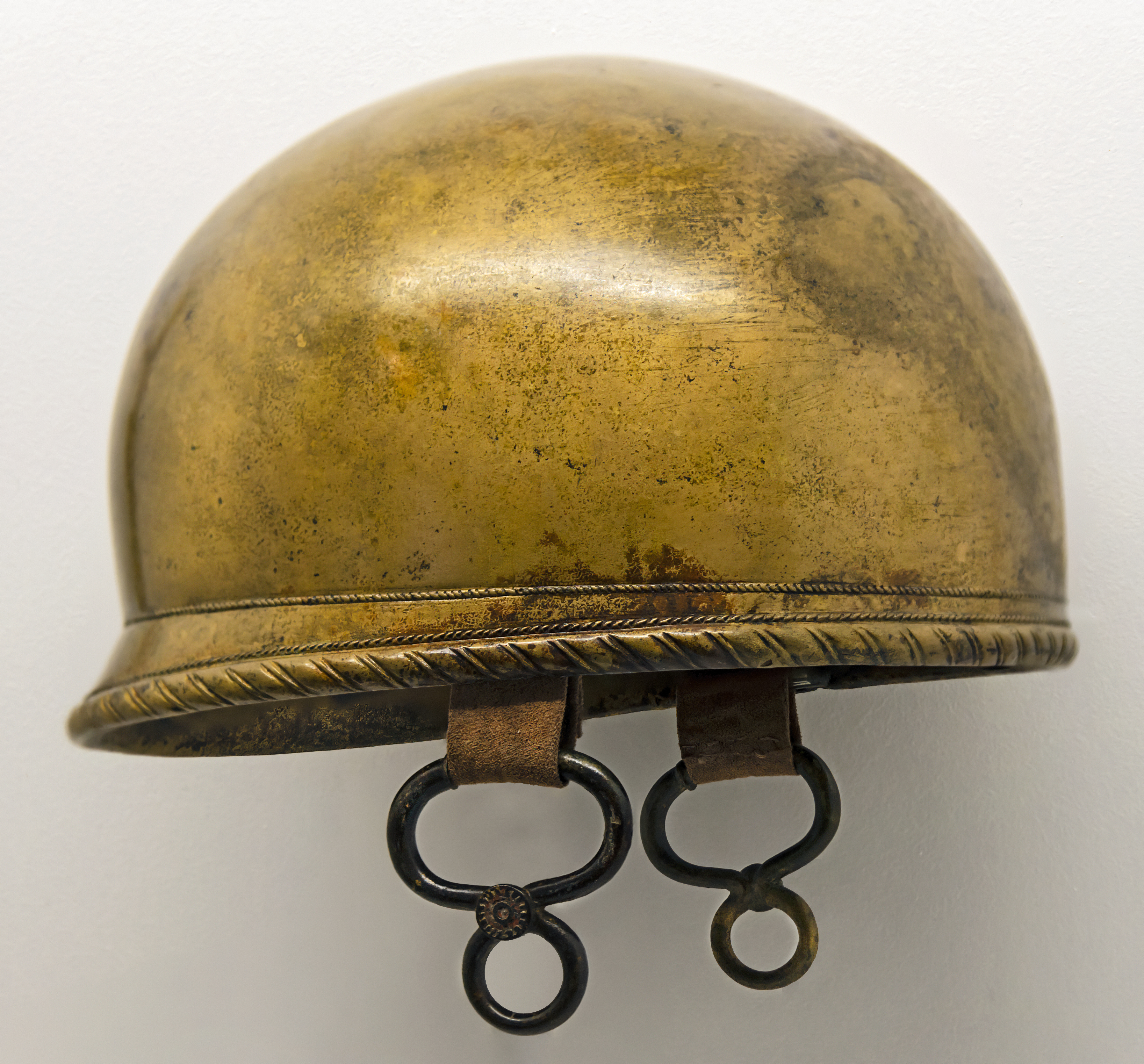
Casque en bronze 60 av. J.-C. / 40 av. J.-C
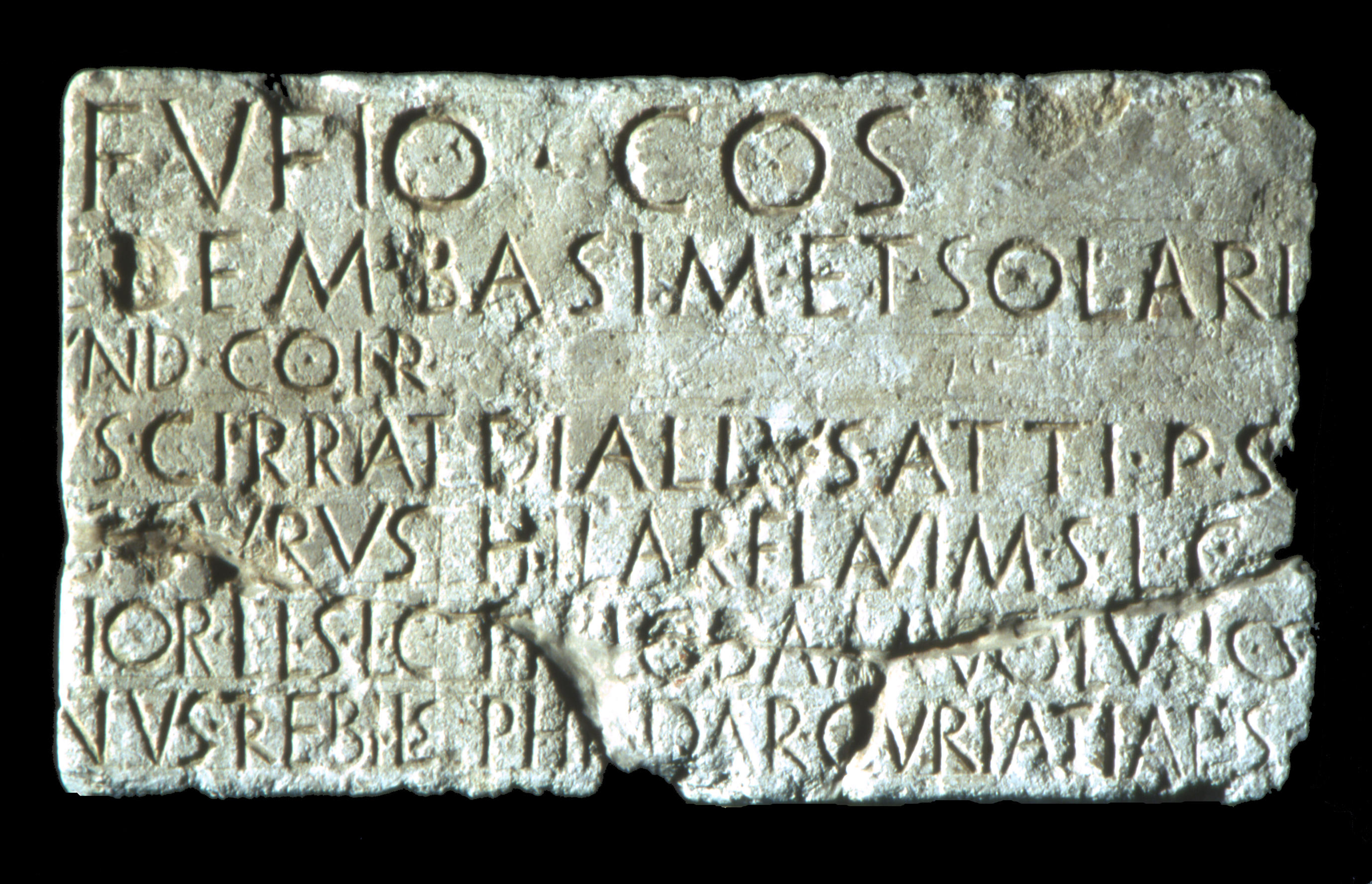
Inscription latine (47 avant notre ère) découverte à Vieille-Toulouse et conservée au Musée Saint-Raymond de Toulouse.

### Oppidum de Vieille-Toulouse
L'oppidum gaulois était compris entre les abrupts de la Garonne et un mur de terre, au confluent de l'Ariège et de la Garonne, une enceinte de 8 kilomètres de longueur enclosant une surface trapézoïdale de 300 hectares. La place ainsi formée s'étend sur trois éperons, inclinés vers la Garonne, séparés par deux vallons débouchant sur la rive du fleuve. Six grand cavaliers de terre étaient disséminés sur le pourtour de l'enceinte, précédés de larges fossés.
À partir du IIIe, il est occupé par les Volques Tectosages. L'endroit devient Tolosa Tectosagum, une cité active avec des ateliers d'artisans, deux temples et d'importantes relations commerciales, en particulier pour le vin importé de l'Italie.

### Antiquité
Les Romains s’y établissent au Ier siècle av. J.-C. et en font un emporium, place commerciale où circulent des monnaies et des produits de presque toute l'Europe. Au Ier siècle, le site est abandonné au profit de la nouvelle ville romaine à l'emplacement du centre ville de Toulouse.

### Moyen Age
Le village actuel s'est développé à l'est de l'ancien site. Les dénominations attestées, sont Veterem Tolosam en 1279, Veteri Tholosa en 1289.

## Politique et administration

### Administration municipale
Le nombre d'habitants au recensement de 2017 étant compris entre 500 habitants et 1 499 habitants, le nombre de membres du conseil municipal pour l'élection de 2020 est de quinze,.

### Rattachements administratifs et électoraux
Commune faisant partie de la dixième circonscription de la Haute-Garonne, du Sicoval et du canton de Castanet-Tolosan.

### Liste des maires
Le registre national des élus n'attribue pas le Sans Étiquette
| Période                                  | Période    | Identité          | Étiquette | Qualité |
| ---------------------------------------- | ---------- | ----------------- | --------- | ------- |
| Les données manquantes sont à compléter. |            |                   |           |         |
| mars 1983                                | juin 1995  | Fernand Bourgeat  | SE        |         |
| juin 1995                                | mars 2001  | Jean-Claude Joly  | SE        |         |
| mars 2001                                | juin 2011  | Claude Magnes     | SE        |         |
| juillet 2011                             | avril 2014 | Catherine Palmato | SE        |         |
| avril 2014                               | mai 2020   | Mireille Garcia   | SE        |         |
| mai 2020                                 | En cours   | Gérard Robert     |           | Médecin |

## Population et société

### Démographie
L'évolution du nombre d'habitants est connue à travers les recensements de la population effectués dans la commune depuis 1793. Pour les communes de moins de 10 000 habitants, une enquête de recensement portant sur toute la population est réalisée tous les cinq ans, les populations de référence des années intermédiaires étant quant à elles estimées par interpolation ou extrapolation. Pour la commune, le premier recensement exhaustif entrant dans le cadre du nouveau dispositif a été réalisé en 2007.

En 2022, la commune comptait 1 224 habitants, en évolution de +5,52 % par rapport à 2016 (Haute-Garonne : +8,02 %, France hors Mayotte : +2,11 %).
| 1793 | 1800 | 1806 | 1821 | 1831 | 1836 | 1841 | 1846 | 1851 |
| ---- | ---- | ---- | ---- | ---- | ---- | ---- | ---- | ---- |
| 264  | 234  | 238  | 246  | 269  | 254  | 193  | 249  | 264  |

| 1856 | 1861 | 1866 | 1872 | 1876 | 1881 | 1886 | 1891 | 1896 |
| ---- | ---- | ---- | ---- | ---- | ---- | ---- | ---- | ---- |
| 263  | 262  | 256  | 238  | 257  | 236  | 245  | 232  | 213  |

| 1901 | 1906 | 1911 | 1921 | 1926 | 1931 | 1936 | 1946 | 1954 |
| ---- | ---- | ---- | ---- | ---- | ---- | ---- | ---- | ---- |
| 221  | 179  | 183  | 174  | 153  | 184  | 180  | 173  | 204  |

| 1962 | 1968 | 1975 | 1982 | 1990 | 1999 | 2006  | 2007  | 2012  |
| ---- | ---- | ---- | ---- | ---- | ---- | ----- | ----- | ----- |
| 186  | 255  | 565  | 727  | 867  | 894  | 1 042 | 1 063 | 1 135 |

| 2017  | 2022  | - | - | - | - | - | - | - |
| ----- | ----- | - | - | - | - | - | - | - |
| 1 169 | 1 224 | - | - | - | - | - | - | - |

| selon la population municipale des années : | 1968 | 1975 | 1982 | 1990 | 1999 | 2006 | 2009 | 2013 |
| Rang de la commune dans le département      | 230  | 156  | 139  | 141  | 149  | 145  | 147  | 151  |
| Nombre de communes du département           | 592  | 582  | 586  | 588  | 588  | 588  | 589  | 589  |

### Enseignement
Vieille-Toulouse fait partie de l'académie de Toulouse.
L'éducation est assurée par un groupe scolaire : maternelle et primaire.

### Culture et festivité
Bibliothèque, foyer rural, comité des fêtes, festival iti'nerances.

### Sports
Club omnisports des Coteaux, tennis, golf de Vieille-Toulouse, chasse,

### Écologie et recyclage
La collecte et le traitement des déchets des ménages et des déchets assimilés ainsi que la protection et la mise en valeur de l'environnement se font dans le cadre du Sicoval.

## Économie

### Revenus
En 2018  (données Insee publiées en septembre 2021), la commune compte 457 ménages fiscaux, regroupant 1 214 personnes. La médiane du revenu disponible par unité de consommation est de 44 480 € (23 140 € dans le département).
Vieille-Toulouse est l'une des communes françaises où la richesse moyenne par habitant est la plus élevée : en 2011, l'INSEE classe Vieille-Toulouse au 6e rang national pour le revenu fiscal par ménage : 74 807 €, pour un total de 437 ménages fiscaux.

### Emploi
|                | 2008  | 2013  | 2018  |
| -------------- | ----- | ----- | ----- |
| Commune        | 3,6 % | 4,4 % | 5,3 % |
| Département    | 7,7 % | 9,6 % | 9,3 % |
| France entière | 8,3 % | 10 %  | 10 %  |

En 2018, la population âgée de 15 à 64 ans s'élève à 658 personnes, parmi lesquelles on compte 74,8 % d'actifs (69,4 % ayant un emploi et 5,3 % de chômeurs) et 25,2 % d'inactifs,. Depuis 2008, le taux de chômage communal (au sens du recensement) des 15-64 ans est inférieur à celui de la France et du département.
La commune fait partie de la couronne de l'aire d'attraction de Toulouse, du fait qu'au moins 15 % des actifs travaillent dans le pôle,. Elle compte 278 emplois en 2018, contre 202 en 2013 et 120 en 2008. Le nombre d'actifs ayant un emploi résidant dans la commune est de 480, soit un indicateur de concentration d'emploi de 57,8 % et un taux d'activité parmi les 15 ans ou plus de 52,8 %.
Sur ces 480 actifs de 15 ans ou plus ayant un emploi, 70 travaillent dans la commune, soit 15 % des habitants. Pour se rendre au travail, 86,8 % des habitants utilisent un véhicule personnel ou de fonction à quatre roues, 3,4 % les transports en commun, 5,1 % s'y rendent en deux-roues, à vélo ou à pied et 4,6 % n'ont pas besoin de transport (travail au domicile).

### Activités hors agriculture

#### Secteurs d'activités
129 établissements sont implantés  à Vieille-Toulouse au 31 décembre 2019. Le tableau ci-dessous en détaille le nombre par secteur d'activité et compare les ratios avec ceux du département,.
| Secteur d'activité                                                                                        | Commune | Commune | Département |
| Secteur d'activité                                                                                        | Nombre  | %       | %           |
| --- | ------- | ------- | ----------- |
| Ensemble                                                                                                  | 129     | 100 %   | (100 %)     |
| Industrie manufacturière, industries extractives et autres                                                | 1       | 0,8 %   | (5,7 %)     |
| Construction                                                                                              | 8       | 6,2 %   | (12 %)      |
| Commerce de gros et de détail, transports, hébergement et restauration                                    | 17      | 13,2 %  | (25,9 %)    |
| Information et communication                                                                              | 6       | 4,7 %   | (4,1 %)     |
| Activités financières et d'assurance                                                                      | 18      | 14 %    | (3,8 %)     |
| Activités immobilières                                                                                    | 22      | 17,1 %  | (4,2 %)     |
| Activités spécialisées, scientifiques et techniques et activités de services administratifs et de soutien | 37      | 28,7 %  | (19,8 %)    |
| Administration publique, enseignement, santé humaine et action sociale                                    | 13      | 10,1 %  | (16,6 %)    |
| Autres activités de services                                                                              | 7       | 5,4 %   | (7,9 %)     |

Le secteur des activités spécialisées, scientifiques et techniques et des activités de services administratifs et de soutien est prépondérant sur la commune puisqu'il représente 28,7 % du nombre total d'établissements de la commune (37 sur les 129 entreprises implantées  à Vieille-Toulouse), contre 19,8 % au niveau départemental.

#### Entreprises et commerces
Les cinq entreprises ayant leur siège social sur le territoire communal qui génèrent le plus de chiffre d'affaires en 2020 sont : 
- Smacim, activités des marchands de biens immobiliers (1 280 k€) ;
- Comeos, conseil pour les affaires et autres conseils de gestion (829 k€) ;
- Entreprise Generale De Peinture Albin Pivato - EGP, travaux de peinture et vitrerie (727 k€) ;
- Square Foot, conseil pour les affaires et autres conseils de gestion (535 k€) ;
- Str-Connect, fonds de placement et entités financières similaires (338 k€).

### Agriculture
|               | 1988 | 2000 | 2010 | 2020 |
| ------------- | ---- | ---- | ---- | ---- |
| Exploitations | 4    | 2    | 2    | 1    |
| SAU (ha)      | 114  | 0    | 165  | 13   |

La commune est dans le Lauragais, une petite région agricole occupant le nord-est du département de la Haute-Garonne, dont les coteaux portent des grandes cultures en sec avec une dominante blé dur et tournesol. Une seule  exploitation agricole ayant son siège dans la commune est recensée lors du recensement agricole de 2020 (quatre en 1988). La superficie agricole utilisée est de 13 ha,,.

## Culture locale et patrimoine

### Lieux et monuments
- Église romane (Saint-Jean-Baptiste) du XIIIe siècle avec clocher-mur
- Le château de Mont-Bétou
- Réserve naturelle régionale Confluence Garonne-Ariège

### Héraldique
| Vieille-Toulouse | Son blasonnement est : Fascé d'argent et de sinople de six pièces. |

## Pour approfondir